# Le Tour de France 2012
Le Tour de France 2012 è un videogioco di ciclismo ispirato al Tour de France 2012. Il gioco è stato sviluppato dalla Cyanide Studio, pubblicato dalla Focus Home Interactive e distribuito dalla Halifax per PlayStation 3 3 Xbox 360, il 29 giugno 2012, un giorno in anticipo rispetto all'inizio del tour.